# Onthophagus itoi
Onthophagus itoi är en skalbaggsart som beskrevs av Shuhei Nomura 1976. Onthophagus itoi ingår i släktet Onthophagus och familjen bladhorningar. Inga underarter finns listade i Catalogue of Life.